# 埃绍尔茨马特
埃绍尔茨马特（德語：Escholzmatt，發音：[ˈɛʃɔltsmat]）是瑞士卢塞恩州曾经的一个市镇，面积61.29平方千米，人口为人。